# Saturnino Arouck
Saturnino Euclydes de Barros e Arouck (Maranhão, 28 de dezembro de 1862 — Belém, 7 de setembro de 1915) foi um militar brasileiro, comandante da Brigada Militar do Pará.

## Biografia
Filho de José Domingos de Aroucka (Arouch) e Anna Fausta Arouch. Muito jovem foi morar em Belém do Pará. Iniciou sua carreira militar no IV Batalhão (Belém) de Artilharia (a pé) do Exército, onde ocupou o posto de sargento quartel-mestre.
Abandonou temporariamente a vida militar, empregando-se no comércio como leiloeiro. No dia 11 de julho de 1891 foi convidado pelo então governador do Estado Lauro Sodré, com quem servira no IV Batalhão, a aceitar o posto de alferes quartel-mestre do Corpo de Infantaria do Estado.
No dia 11 de junho de 1892 foi promovido a tenente; em 1º de outubro de 1894 torna-se capitão. Participou da última expedição de Canudos na Bahia, em 1897, sendo capitão mandante do 1º Corpo. Em 12 de julho de 1898 foi promovido a major.
No dia 7 de dezembro de 1889 casou-se com Joanna Rocha de Siqueira, filha do português Manual Victor de Siqueira (Jr.) e de Joanna Chermont de Siqueira, na Igreja da Santíssima Trindade, em Belém do Pará. Desta união nasceram Marialva, Waldemar, Mont'Alverne, Miguel e Manuela. Saturnino foi o responsável pela mudança da grafia do sobrenome Arouch para Arouck, voluntária ou involuntariamente, seus descendentes passaram a assinar Arouck. Saturnino durante sua vida foi mencionado em jornais e atos do governo com a grafia Arouch.
No dia 5 de novembro de 1900 recebe a patente de tenente-coronel, e no dia 19 de agosto de 1911 foi nomeado coronel comandante-geral da Brigada Militar do Pará (atual Polícia Militar do Pará), função que ocupou até sua morte em 1915, com mais de 30 anos de serviço militar. Seus filhos Waldemar e Miguel também seguiram a carreira militar na Polícia Militar do Estado do Pará, sendo a Passagem Waldemar Arouk, no Bairro da Cremação (Belém) uma homenagem ao militar.
Sua morte foi muito sentida pelo povo que manifestou seu pesar indo em grande número a seus funerais que tiveram honra de general de brigada a que tinha direito. Sua morte e funerais estão bem documentados nos jornais da época. O Diário Oficial do Estado do Pará do dia 9 de setembro de 1915 traz extensa nota fúnebre, com as determinações governamentais pertinentes: exéquias às custas do Erário Estadual, honras fúnebres de general de brigada, luto oficial por três dias.
Na Ordem do Dia da Brigada Militar a 8 de setembro, loas fúnebres em estilo da época e a determinação do luto e homenagens militares. No jornal Folha do Norte na edição de 8 de setembro tem-se o seu perfil biográfico e as circunstâncias de seu falecimento. Neste mesmo jornal, em sua edição de 9 de setembro, completa descrição de seus funerais, trazendo inclusive lista das autoridades presentes.
Coronel Saturnino Arouck está sepultado no Cemitério de Santa Isabel, em Belém do Pará, na sepultura nº 55 900.
Na Polícia Militar do Pará foi instituída a medalha Barros e Arouck que galardoa os que se destacam nos estudos e atividades acadêmicas.